# كلاركية قرمزية
كلاركية قرمزية (الاسم العلمي:Clarkia rubicunda) هي نوع من النباتات تتبع جنس الكلاركية من فصيلة الأخدرية.